# Pietà (Malta)
Pietà és un municipi de Malta, situat a la zona central del país, als afores de la capital, La Valletta. En el cens de 2005 tenia 3846 habitants i una superfície de 0,5 km².